# Den svenska modellen

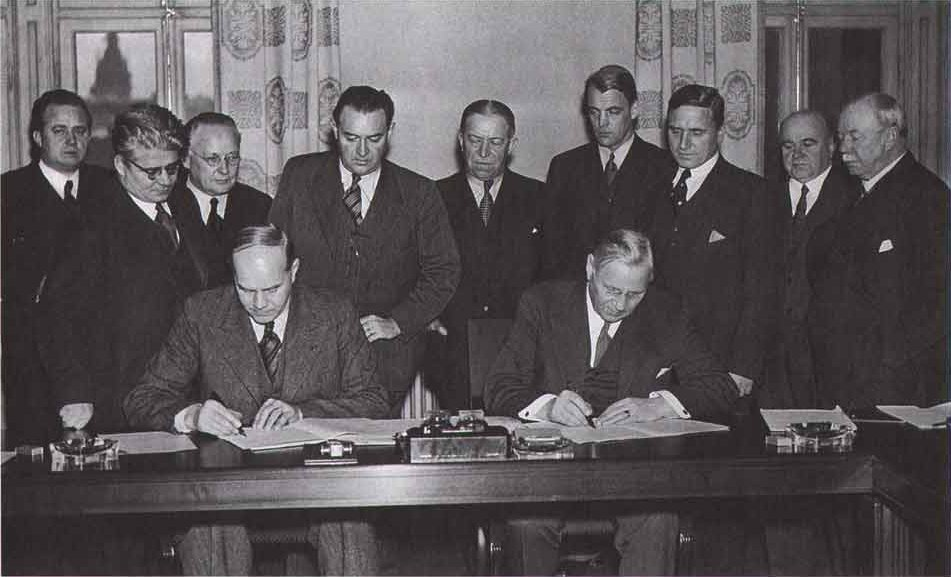
Saltsjöbadsavtalet undertecknas, den 20 december 1938.

Den svenska modellen är en beteckning för en metod eller system för självreglering av arbetsmarknaden utan statlig inblandning. Den svenska modellen används ofta också i ett vidare begrepp som beteckning för den svenska modellen för välfärd.  
Beteckningen är sprungen ur en politisk idé som i dess moderna tappning växte fram under 1930-talet som en kompromiss mellan marknadsekonomiska/kapitalistiska intressen av ekonomisk tillväxt och lönsamhet och den av socialdemokrater och socialliberaler drivna socialpolitiska utjämningssträvanden, idén om folkhemmet, som resulterade i ett slags oskrivet samhällskontrakt. Modellen anses av flera historiker (Maths Isacson, Eva Österberg och Ulf Olsson) ha idémässiga rötter i en samförståndskultur i 1800-talets bonde- och brukssamhällen, men också (Jan O. Berg, Anders Kjellberg) i det tidiga 1900-talets första överenskommelser mellan arbetsmarknadsparterna, verkstadsavtalet 1905 och decemberkompromissen mellan och LO och SAF 1906. 

## Definition

### Den svenska modellen för arbetsmarknaden
Den svenska modellen används som beteckning för en metod eller system för frivillig självreglering av arbetsmarknaden utan statlig inblandning. Den svenska modellen kallas därför ofta partsmodellen. Arbetsmarknadens parter träffar självständigt avtal om löner och arbetsvillkor utan statlig inblandning. Självregleringen manifesteras genom branschvisa kollektivavtal mellan parterna i respektive bransch. Parterna förbinder sig att under tid då avtal gäller respektera fredsplikt. Fredsplikten är även reglerad i Medbestämmandelagen.  
Parterna gör skillnad på rättskonflikter och intressekonflikter. Rättskonflikter avser skilda meningar om innebörden i gällande avtal. Sådana konflikter ska inte lösas genom stridsåtgärder, utan ska  hänskjutas till förhandlingar mellan parterna eller, i sista hand ,avgörande i arbetsdomstolen. Intressekonflikter handlar om löner och arbetsförhållanden. Som påtryckning får parterna vid intressekonflikter använda strejker, lockouter och andra stridsåtgärder, men stridsåtgärder får vidtas först efter att avtalet löpt ut. Detta villkor kallas för fredsplikt. 
Sympatiåtgärder är stridsåtgärder som parter på arbetsmarknaden kan vidta för att stödja en annan part som vidtagit stridsåtgärder till följd av en intressekonflikt. En sympatiåtgärd kan bestå i att vägra leveranser till en arbetsgivare. Sympatiåtgärder är undantagna från fredsplikten förutsatt att stridsåtgärden i den primära konflikten är lovlig. I ett internationellt perspektiv är rätten till sympatiåtgärder vidsträckt.

### Den svenska modellen för välfärd
Den svenska modellen används ofta också i ett vidare begrepp som beteckning för den svenska modellen för välfärd. Den svenska modellen för välfärd brukar sägas vila på tre ben:
1. Arbetsmarknadsförhållanden, dvs den svenska modellen för arbetsmarknaden
2. Omfattande statliga socialförsäkringssystem
3. Offentlig drift och/eller finansiering av välfärdstjänster som vård, skola och omsorg

Modellen är inte unik för Sverige utan bär stora likheter med motsvarande modeller i andra skandinaviska och socialdemokratiskt präglade länder. Modellen kallas därför ibland även för den skandinaviska eller socialdemokratiska modellen.
Ett utbyggt socialförsäkringssystem var ett viktigt inslag i den svenska välfärdsmodellen. Flera hävdar att det mest särskiljande draget jämfört med andra länders liberala och konservativa välfärdsmodeller, var offentlig drift och finansiering av vård, skola och omsorg. Den resulterande offentliga sektorn var undandragen marknadsmekanismer på både utbuds- och efterfrågesidan. Dessa så kallade socialistiska öar gjorde att Sverige betecknades som en blandekonomi, det vill säga ett ekonomiskt system med stora inslag av både marknadsekonomi och planekonomi.
Sedan 1990-talet har det planekonomiska inslaget i den svenska välfärdsmodellen minskat. Bland annat har pensionssystemet som en del av socialförsäkringssystemet genomgått förändringar som medfört fria val bland en mångfald av privata leverantörer av kapitalförvaltningstjänster inom premiepensionen. Inom välfärdstjänster har en omfattande driftsprivatisering följts av ett ökat inslag av privat eller halvprivat finansiering av välfärdstjänster, främst via privata sjukvårdsförsäkringar och så kallade RUT-avdrag för olika typer av omsorgstjänster. Friskolesystemet har inneburit driftsprivatisering av en del grund- och gymnasieskolor.

## Historia

### 1938 års Saltsjöbadsavtal
En central ingrediens i den svenska modellen är en maktbalans och därpå baserade kompromiss- och samförståndslösningar på arbetsmarknaden, uttryckta i Saltsjöbadsavtalet 1938 mellan LO och SAF. En förutsättning för maktbalansen menar Anders Kjellberg var den höga fackliga organisationsgraden och den höga organisationsgraden på arbetsgivarsidan. Det har också medverkat till kollektivavtalens höga täckningsgrad och framträdande roll för att reglera arbetsvillkoren på svensk arbetsmarknad. I grunden låg ett ömsesidigt erkännande från alla parterna; staten, näringslivet och fackföreningarna, av den industriella utvecklingen och tillväxten som bas för ett välståndssamhälle, samt ett medgivande från staten att överlåta lönerörelser och andra arbetslivsfrågor till arbetsmarknadsparterna att göra upp om utan statlig inblandning. Underförstått var ett ansvar hos parterna för att löneutvecklingen skulle vara förenlig med en samhällsekonomi i balans. Modellen hade stora framgångar under perioden cirka 1938–1973. Redan under 1930-talet väcktes intresse utanför Sverige, bland annat genom böcker av den amerikanske journalisten Marquis Childs, som Sweden: the Middle Way från 1936.

### Svenska modellen ifrågasatt

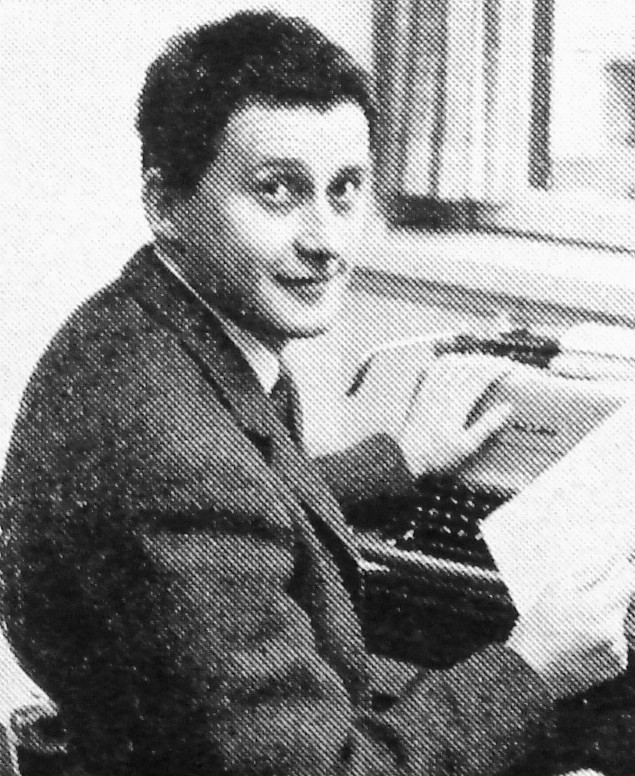
Kjell-Olof Feldt var ordförande för den socialdemokratiska arbetsgruppen som skulle ta ställning till löntagarfonderna.

Under 1970-talet började socialdemokratiska regeringar att ingripa med lagstiftning på områden som förut varit avtalsreglerade, genom MBL med mera,  vilket gradvis försköt maktbalansen till arbetarsidans fördel. I avtalsrörelserna vid 1970-talets mitt drev fackföreningssidan fram löneökningar långt över produktions- och produktivitetsutvecklingen inom industrin. Följden blev förlorade marknadsandelar för svensk export och upprepade devalveringar av kronan, som genomfördes av både borgerliga och s-regeringar. Därmed var grundförutsättningarna för modellen satta ur spel. Förtroendet mellan företagsamhet och arbetarrörelse skadades ytterligare av det av LO-ekonomer vid 1970-talets mitt framlagda förslaget om löntagarfonder, vilket LO som organisation och, om än mera tvekande, socialdemokratin ställde sig bakom. Även om detta förslag i sin ursprungliga socialiseringstappning övergavs av arbetarrörelsen efter de stora 4 oktoberdemonstrationerna under 1980-talets första åren var förutsättningarna för samförståndslösningar enligt den tidigare svenska modellen skadade för lång tid.

### 1997 års industriavtal
Under senare år har en diskussion förekommit om möjligheterna att återupprätta modellen. Den spelar som vision och utopi (fastän ofta opreciserad till sin innebörd) alltjämt en viktig roll i svensk politisk debatt. Att modellen långtifrån är död i praktiken framgår av tillkomsten av 1997 års Industriavtal, som av Nils Elvander betecknats som en sentida uppföljare till 1938 års Saltsjöbadsavtal. Fortfarande är kollektivavtalet och partsreglering viktigare än statlig reglering för den svenska arbetsmarknadsmodellen. Det saknas till exempel lagstiftning om minimilöner eller om allmängiltigförklaring av kollektivavtal. Den svenska arbetsmarknadsmodellen utmärks av en kombinerad centralisering (centrala avtal, centralorganisationer och fackförbund) och decentralisering (fackklubbar och lokala förhandlingar).

### 2020/2022 års huvudavtal
Den 4 december 2020 tecknade PTK, Kommunal, IF Metall och Svenskt Näringsliv (SN) ett nytt huvudavtal om förändrat anställningsskydd (turordningsregler mm) samt utökade möjligheter till kompetensutveckling och omställning. Det föregicks den 16 oktober av ett avtal mellan PTK och SN, PTK-SN-avtalet även kallat Las-avtalet. Hela LO stod utanför men så småningom upptog Kommunal och IF Metall förhandlingar med SN och uppnådde vissa förbättringar för de egna medlemmarna, vilket banade vägen för det nya huvudavtalet. Sedan tillhörande lagändringar gjorts (bl.a. i Lagen om anställningsskydd (LAS)) undertecknades 22 juni 2022 det slutliga avtalet mellan parterna. Förutom de ursprungliga undertecknarna har Vision, Fackförbundet ST, Hotell och Restaurang Facket, Pappers och Seko anslutit sig till det nya huvudavtalet.

## Inspiration och resultat

### Rehn–Meidner-modellen och Keynesianismen
Viktiga inslag i den svenska modellen var den av två LO-ekonomer utarbetade Rehn–Meidner-modellen och en ekonomisk politik inspirerad av John Maynard Keynes, den så kallade keynesianismen. 
I den Rehn–Meidnerska modellen var återhållsam finanspolitik, aktiv arbetsmarknadspolitik och solidarisk lönepolitik genom samordnade löneförhandlingar viktiga komponenter. Genom att lönerna inte sattes efter företagens bärkraft slogs lågproduktiva företag och företag som inte kunde konkurrera på världsmarknaden ut, till exempel inom textil- och konfektionsindustrin. Genom den av AMS (Arbetsmarknadsstyrelsen) bedrivna arbetsmarknadspolitiken omdirigerades arbetskraft till konkurrenskraftiga delar av näringslivet. Det skedde bland annat genom den omfattande arbetsmarknadsutbildning som förekom fram till början av 1990-talets krisår då den av statsfinansiella skäl drogs ned kraftigt. Tanken var att de som blivit arbetslösa genom utbildning skulle slussas om till andra arbeten. Det var en framträdande del av den socialdemokratiska arbetslinjen.   
Den keynesianskt inspirerade ekonomiska politiken innebar att motverka arbetslöshet genom en expansiv finanspolitik och statliga investeringar under lågkonjunkturer och en mer återhållsam politik under högkonjunkturer.

### Stor offentlig sektor
Ett resultat av välfärdspolitikens utbyggnad på olika områden (socialförsäkringar, vård och omsorg, utbildning med mera) blev en stor offentlig sektor.